# HD 79846
HD 79846，又名CP-55 2035，SAO 236749、HR 3679，是一颗恒星，视星等为5.27，位于銀經275.5，銀緯-4.72，其B1900.0坐标为赤經9h 11m 20s，赤緯-55° -4.72′ 19″。